# Amasya
Amasya este un oraș din nordul Turciei, în regiunea Mării Negre. În antichitate se numea Amaseia sau Amasia. Este reședința provinciei Amasya și a districtului Amasya. Populația sa este de 114.921 de locuitori (2021). Amasya se află în munții de deasupra coastei Mării Negre, separat de restul Anatoliei, într-o vale îngustă a râului Yeșilırmak. Deși este situată în apropierea Mării Negre, această zonă este situată sus deasupra coastei și are o climă continentală, potrivită pentru cultivarea merelor, pentru care este renumită provincia Amasya. Este locul unde s-au născut geograful Strabon, precum și savantul și medicul armean din secolul al XV-lea Amirdovlat Amasiatsi. Are o istorie de 7.500 de ani, vizibilă și astăzi.
În antichitate, Amaseia era un oraș fortificat situat sus pe stâncile de deasupra râului. Are o lungă istorie în calitate de capitală provincială bogată, producând regi și prinți, artiști, oameni de știință, poeți și gânditori, de la regii Pontului, la geograful Strabon, până la multe generații ale dinastiei imperiale otomane. Cu casele sale din lemn din perioada otomană și mormintele regilor Pontului sculptate în stânci, Amasya are mulți vizitatori. În ultimii ani, s-au investit mult în turism, prin urmare, tot mai mulți turiști străini și turci vin în oraș.
La începutul puterii otomane, tinerii prinți otomani erau de obicei trimiși la Amasya pentru a guverna și a câștiga experiență. Amasya a fost și locul unde s-au născut sultanii otomani Murad I și Selim I. Casele tradiționale otomane din apropierea Yeșilırmak și a celorlalte clădiri istorice principale au fost restaurate; aceste case tradiționale (yalıboyu( sunt acum folosite ca cafenele, restaurante, pub-uri și hoteluri. În spatele caselor otomane din lemn se pot vedea mormintele de stâncă ale regilor Pontului.